# Ursus americanus kermodei
El oso Kermode (Ursus americanus kermodei), llamado también "oso espíritu" (acorde al inglés: spirit bear or Kermode bear) es una subespecie genéticamente única del oso negro que habita en la costa central de la Columbia Británica. Tienen un banco génico recesivo que produce en un pequeño porcentaje de ejemplares una piel blanca o crema, pero no pertenecen a los albinos. La denominación «oso espíritu» tiene sus raíces en la mitología de los pueblos originarios del lugar.
El hábitat de esta subespecie ha sido profundamente alterado. Por lo que en febrero de 2006, el gobierno de la Columbia Británica ha conseguido un Acuerdo de Manejo de Tierras con el agrado de ambientalistas y grupos ecologistas de los pueblos originarios y con la industria maderera para proteger 18 000 km² de terrenos, incluyendo uno de los más grandes bosques templados del mundo: la casa del oso Kermode.

## Símbolo provincial
En febrero de 2006 el gobernador de la Columbia Británica, anunció la intención gubernamental de designar el oso de espíritu o Kermode como el animal oficial de la Columbia Británica.